# Джанда Михайло Михайлович
Миха́йло Миха́йлович Джа́нда (нар. 4 листопада 1956, Хуст) — Борець за незалежність України у XX сторіччі, український політик, один із засновників Народного Руху України. Депутат Закарпатської облради з 1990 до 1998 року. Голова Хустської міської організації Української Народної Партії з 1998 року. Голова Закарпатської обласної організації Української Народної Партії у 1998 −2005 роках.
Хустський міський голова (дві каденції: 2002—2006, 2006—2010 роки).
З 27 лютого 2022р, Воїн добровольчого батальону Карпатська Січ. 
Брав участь в обороні лінії фронту на відтинку Романівка-Ірпінь.

## Життєпис
Михайло Джанда народився 4 листопада 1956 року в місті Хуст Закарпатської області.
У 1974—1976 роках проходив строкову військову службу.
Закінчив Львівський державний університет імені Івана Франка.
З 1989 року брав активну участь у громадсько-політичному житті, один з ініціаторів створення Народного Руху України в Закарпатті.
1989р-член оргкомітету Установчого з'їзду Народного Руху України, член  Великої Ради   РУХу.
1989р. Засновник і редактор газети "Нова свобода".
1989—1998 роки — голова Хустської територіальної організації Народного Руху України.
1997—2002 роки — юрист у Товаристві з обмеженою відповідальністю «Фірма „Олена“».
1998—2005 роки — голова Закарпатської обласної організації Української Народної Партії.
З 1998 року голова Хустської міської організації Української Народної Партії.
1990—1998 роки — депутат Закарпатської обласної ради.
2002—2010 роки — Хустський міський голова. На парламентських виборах 2002 року Михайло Джанда був 147 у списку блоку Віктора Ющенка «Наша Україна»
З 2010 року — депутат Хустської міської ради. У 2011 році — здав кваліфікаційний іспит на право зайняття адвокатською діяльністю.
З 2012 року — здійснює діяльність у сфері права як фізична особа — підприємець.

## Нагороди і відзнаки
У 2009 році президентом України Віктором Ющенком нагороджений Орденом «За заслуги» ІІІ ступеня.